# Gà Dekalb
Gà Dekalb (tên đầy đủ Dekalb Amberlink) là một giống gà công nghiệp thương phẩm chuyên trứng hình thành do lai tạo từ Mỹ, do công ty Dekalb gây giống. Phần lớn chúng có lông trắng và đẻ trứng màu nâu. Loại gà này đều thích hợp nuôi nhốt hay thả, trong trại nuôi truyền thống hay hiện đại mà vẫn đảm bảo năng suất trứng rất cao.
Giống gà này có hai dòng:
- Dekalb Brown (dòng nâu hay dòng gà lông màu) là giống gà có độ dày và độ cứng của vỏ trứng nên là giống gà có tỷ lệ dập vỡ trúng thấp.
- Dekalb White (dòng trắng hay dòng gà lông trắng) cũng là giống gà thích nghi tốt với điều kiện nuôi chuồng lồng thay thế cho chuồng nuôi truyền thống,với sản lượng trứng tốt và khối lượng trứng cao.

## Đặc điểm
Gà Dekalb thuộc loại gà cho trứng. Chúng là giống gà đẻ trứng vỏ nâu. Tính năng sinh sản chủ yếu của chúng 22–24 tuần tuổi năng suất đẻ trứng đạt 50%, sản lượng trứng gà vào chuồng: 60 tuần tuổi đạt 215–235 quả, 72 tuần tuổi đạt 270–300 quả, 78 tuần tuổi đạt 295–300 quả, 27–30 tuần tuổi là thời kỳ đẻ trứng cao điểm; năng suất đẻ trứng đạt 90%–95%, sản lượng trứng đạt 63–64,5 quả; trong thời kỳ đẻ trứng tỷ lệ sống đạt 92%–97%, 19–72 tuần tuổi hệ số chuyển hóa thức ăn và trứng là 2,28–2,43:1.
Nuôi gà tới trên 36 tuần tuổi trọng lượng có thể đạt 2180 gram. Tỷ lệ chết ở những đàn gà đẻ giống Dekalb White có năng suất trên 500 trứng chỉ khoảng 6,6%. Điều này cũng khó tránh khỏi dù giống gà Dekalb White nổi tiếng dễ nuôi và không cắn mổ nhau. Tỷ lệ tiêu tốn thức ăn ở giống gà này là 2,05. Trọng lượng trứng gà Dekalb White nhẹ hơn so với các loại gà khác, trứng gà đẻ giống Dekalb White trọng lượng nhẹ hơn nhưng chất lượng vỏ trứng tốt hơn các loại giống khác. Trứng có trọng lượng đồng đều, ổn định. khi muốn đạt năng suất trứng cao hơn, nhiều nơi chuyển sang nuôi giống gà Dekalb White. 

## Chăn nuôi
Đàn gà đẻ đầu tiên giống Dekalb White nuôi trong điều kiện nuôi nhốt khoảng 100 tuần tuổi đã đạt năng suất 500,5 trứng. Đàn gà đẻ giống Dekalb White thay lông hàng loạt để tác động lên chu kỳ đẻ trứng và đàn gia cầm vẫn duy trì mức sản lượng trứng tương đối cao. Nhiều hộ không thay lông cho gà mà chuyển hướng đầu tư khác là tăng cường số lượng đàn gà đẻ cho trang trại. Trong khoảng thời gian chờ đợi khoảng 20 tuần trước khi đàn gà mái tơ được bổ sung thì đã tiến hành nuôi gà đẻ giống Dekalb White trong hơn 100 tuần, đàn gà đã đạt năng suất trên 500 trứng bình quân mỗi con gà mái đẻ.